# Bárczy János (kádármester)
Bárczy János, névváltozatok: Bárczi, Barczi (Pered, 1885. június 19. – Szentendre, 1960. október 17.) magyar kádármester, bútorfaragó és díszhordókészítő népművész.
E házban élt és alkotott szép munkát mindannyiunk és a külföld örömére

## Élete
1915. június 14-én Budapesten, Kőbányán házasságot kötött Sándor Rozáliával, Sándor Ferenc és Szente Rozália lányával. 1916-ban harcolt az isonzói csatában. Előbb Balatonfüreden élt, majd 1937–1939 között valamikor Szentendrére költözött, ahol bútorfaragó és díszhordókészítő népművész lett. Több mint 2000 hordó került ki a keze alól. Népi motívumokkal, szőlőlevelekkel díszített hordói megtalálhatók az angol és a svéd királyi borospincékben is. A remekbe faragott, nemes szilvafából készített, szőlőlevelekkel díszített hordócskákon három-négy napon át dolgozott, ha domborműveket is vésett a "hét síró magyarral", akkor egy hétig is eltartott a munka. A székeket szilfából faragta. 75 évesen hunyt el agyvérzés következtében. A szentendrei köztemetőben nyugszik.
1937-ben részt vett az Országos Kézművesipari Kiállításon, amelyen részvételét a korabeli sajtó külön kiemelte: „A bemutatott különféle nagyságú boros- és pálinkás, kézifaragásokkal ékesített diszhordócskák minden egyes darabja művészi munkára vall. Közkedveltségük méltó bizonyítéka, hogy Bárczy mester remek munkái nemcsak az arisztokrata, illetve polgári körökben örvendenek nagy népszerűségnek, hanem még a velszi herceg is rendelt belőlük. A kiállítást megnyitó előkelőségek tetszését igen megnyerték Bárczy János művészi munkái és a diszhordók mellett nagy sikert aratnak az ugyancsak kézifaragásos fokosok is.” A kiállítást követően az akkor Balatonfüreden élő kádármestert az Országos Iparegyesület Ezüstkoszorús Mester címmel tüntette ki.

## Emlékezete
1961-ben gyűjteményeinek kiállítására emlékszobát nyitottak egykori szentendrei házában, amelynek falán 1964-ben emléktáblát avattak fel.
Az 1737-ben épült egykori házában ma (2021) a Bárczy-fogadó működik. A ház történetéhez tartozik, hogy ebben a házban bujkált egy ideig a szabadságharc bukása után Perczel Mór tábornok.